# Viktor Tsarjov
Viktor Nikolajevitj Tsarjov (ryska: Виктор Николаевич Царёв), född 1939 i Jaroslavl, död 2020, var en sovjetisk kanotist.
Tsarjov tog bland annat VM-guld i K-1 10000 meter i samband med sprintvärldsmästerskapen i kanotsport 1971 i Belgrad.